# Australachalcus cummingi
Australachalcus cummingi är en tvåvingeart som beskrevs av Marc Pollet 2005. Australachalcus cummingi ingår i släktet Australachalcus och familjen styltflugor. Inga underarter finns listade i Catalogue of Life.